# Inés Quispe
Inés Olga Quispe Ticona (Vilaque, Bolivia; 21 de enero de 1974) es una conductora de televisión y actriz boliviana, conocida por su presencia en televisión por programas como la Wislla Popular, la Tribuna Libre del Pueblo y por ser una de las cholas bolivianas famosas por su reciente presencia en los medios masivos .
Quispe nació en Vilaque, una población del municipio de Sica Sica en la provincia de Aroma del departamento de La Paz. En su niñez se trasladó junto a su familia a la ciudad de La Paz.

## Televisión
Quispe incursionó en la televisión a través de un casting para el canal 4 RTP, tras el cual resultó elegida convirtiéndose en conductora del Programa La Tribuna Libre del Pueblo, un programa de televisión muy difundido, conducido en sus inicios por los conocidos comunicadores y posteriormente líderes políticos Carlos Palenque y Remedios Loza.Quispe se convirtió en Coconductora junto al artista Pepe Murillo.
Fue parte del elenco de la premiada serie de educación ciudadana el Zeta, producida por el Gobierno Municipal de La Paz.En la serie, Quispe interpretaba a Margarita, la madre del protagonista, una comerciante y conductora de televisión.

## Cine
En 2018 protagonizó la película Lo peor de los deseos,de Claudio Araya Silva en la que interpreta a Margot Mamani, Quispe comenta que para desarrollar sus capacidades en la actuación contó con el apoyo del actor Hugo Pozo